# Ssamjang
La ssamjang (쌈장?) è una salsa densa e piccante della cucina coreana a base di gochujang (pasta di peperoncino), doenjang (pasta di fagioli di soia) e vari insaporitori, usata come condimento per gli involtini ssam.

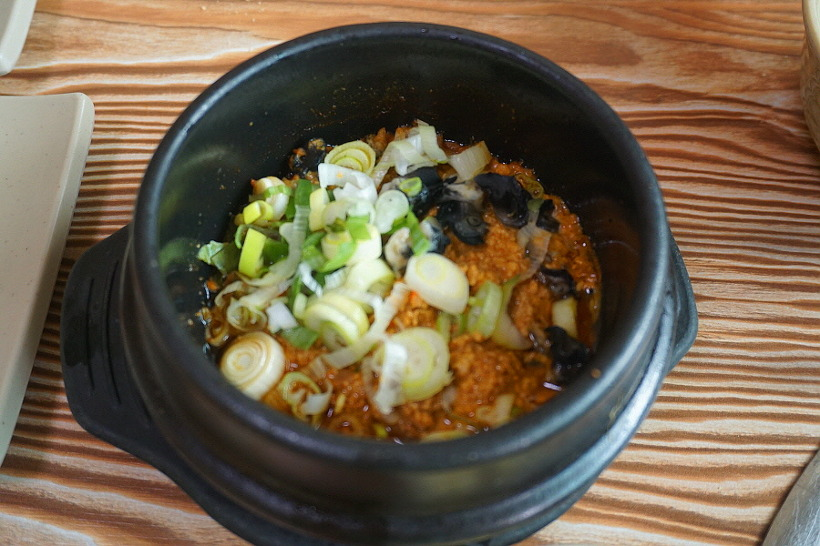
Ureong-i ssamjang.

Alla ssamjang classica possono essere aggiunti diversi ingredienti come frutta secca tostata, tofu, polpo saltato a cubetti, uova di pesce volante o erbe fresche. La ureong-i ssamjang (우렁이쌈장?) è una variante originaria del Chungcheong Meridionale ottenuta bollendo acqua, doenjang, cipollotto, aglio, lumache di fiume e peperoncino in polvere.
Secondo una ricerca condotta nel 2009 dal team del professor Lee Gyeong-im della Facoltà di arti culinarie alberghiere dell'Università Yangsan, la ssamjang contiene cinque volte più sostanze antiossidanti e anticancerogene della doenjang.